# Plegaderus confusus
Plegaderus confusus är en skalbaggsart som beskrevs av Bousquet och Laplante 1999. Plegaderus confusus ingår i släktet Plegaderus och familjen stumpbaggar. Inga underarter finns listade i Catalogue of Life.